# 加特奴
加特奴（?—?），东汉时车师后王国（今新疆维吾尔自治区奇台县）王。
汉顺帝永建元年（126年），班勇改立车师后王国前任国王农奇的儿子加特奴为王，派部将斩杀东且弥王，并另立其本族人为王。车师等西域六国，全都归附汉朝。阳嘉三年（134年）四月，汉朝驻车师后王国的车师后部司马，率领后王国国王加特奴，在阊吾陆谷突然袭击北匈奴，大破之，俘虏了单于的母亲。